# Головне адміралтейство (Санкт-Петербург)
Буді́вля Головно́го адміралте́йства — комплекс адміралтейських будівель у Санкт-Петербурзі, розташованих на березі річки Нева. Колишня штаб-квартира Адміралтейств-колегії та Імператорського військово-морського флоту в центрі міста, нині — штаб-квартира Військово-морського флоту Росії.
Збудована як укріплена суднобудівна верф, споруда перебудовувалася у XIX столітті для підтримки морських амбіцій Російської імперії і пізніше була оточена п'ятьма бастіонами і додатково захищена ровом.
Будівля в стилі ампір, яку сьогодні можна побачити на Адміралтейській набережній, побудована за проектом Андреяна Захарова між 1806 і 1823 роками. Розташоване на західному кінці Невського проспекту, Адміралтейство з позолоченим шпилем, увінчаним золотим флюгером у формі невеликого вітрильника, є однією з найпомітніших пам'яток міста і центральним пунктом старих вулиць Санкт-Петербурга — Невського проспекту, Горохової вулиці та Вознесенського проспекту.

## Використання
Будівництво вітрильних кораблів на Адміралтейській верфі тривало до 1844 року. Надалі в будівлі залишилися тільки установи флоту: Морське міністерство, Головний морський штаб, Головне гідрографічне управління, Адміралтейський собор. У 1709—1939 роках у ньому розміщувався Центральний військово-морський музей Росії.
З червня 1917 року у будівлі перебував Центрофлот — центральний орган флоту, що підтримував Тимчасовий уряд. Унаслідок Жовтневого перевороту його розпустили, і 26 жовтня за ініціативою В. І. Леніна було створено Військово-морський революційний комітет. Комітет містився в крилі адміралтейства, зверненому до Мідного вершника.
З 1925 по 2009 роки в комплексі будівель дислокувалися Вище військово-морське інженерне училище імені Ф. Е. Дзержинського і штаб Ленінградської військово-морської бази.
У 1932—1933 роках у будівлі адміралтейства також розміщувалася газодинамічна лабораторія — перше в СРСР конструкторське бюро з розроблення ракетних двигунів.
Будівля адміралтейства зображувалася на знаках про закінчення Ленінградського механічного інституту.

## Сучасність
Після розпаду Радянського Союзу неодноразово виникали різні проєкти щодо нового використання приміщень адміралтейства. Так, у 2006 році висувалася пропозиція перемістити сюди, на обмежену площу, Центральний військово-морський музей, у будівлі якого уряд Санкт-Петербурга планував відкрити нафтову біржу. Восени 2007 року з'явилася пропозиція розмістити в адміралтействі командування Військово-морського флоту.
У 2009 році Військово-морське училище імені Ф. Е. Дзержинського переведено у місто Пушкін, а штаб Ленінградської військово-морської бази до Кронштадту, через що приміщення, що вони займали, звільнилися. 31 жовтня 2012 року відбувся офіційний переїзд Головного штабу Військово-морських сил Росії у будівлю адміралтейства, того ж дня на будівлі було піднято андріївський прапор, що офіційно символізує присутність тут вищого військово-морського командування.
25 грудня 2013 року в адміралтействі, у вежі зі шпилем на перетині Адміралтейської набережної та Палацового проїзду, було відкрито храм святителя Спиридонія Триміфунтського.
Наприкінці січня 2014 року тодішній міністр оборони Російської Федерації Сергій Шойгу схвалив концепцію пристосування комплексу будівель адміралтейства для потреб ВМФ: внутрішні двори будівлі пропонується накрити прозорим куполом, а між історичними корпусами перекинути скляні переходи.